# Rise of the Tomb Raider
Rise of the Tomb Raider là một game phiêu lưu hành động được phát triển bởi Crystal Dynamics. Đây là phần tiếp theo của trò chơi Tomb Raider 2013,  và mục thứ 11 của loạt game Tomb Raider. Trò chơi được Microsoft Studios phát hành cho Xbox Onevà Xbox 360 vào năm 2015. Square Enix đã phát hành trò chơi cho Microsoft Windows và PlayStation 4 vào năm 2016.
Câu chuyện kể về Lara Croft khi cô đến vùng đất Siberia để tìm kiếm thành phố huyền thoại Kitezh và khám phá huyền thoại về sự bất tử, trong khi phải đối đầu với một tổ chức lâu đời tên Trinity cũng đang tìm hiểu về huyền thoại này. Lara phải chống chọi với thiên nhiên khắc nghiệt và chiến đấu với nhiều kẻ thù khác nhau, bao gồm cả các loài động vật và con người. Ngoài nhiệm vụ khám phá cốt truyện, người chơi có thể thám hiểm các lăng mộ ẩn để mở khóa các phần thưởng mới, hoàn thành nhiệm vụ phụ hay nhặt các tài nguyên để chế tạo vũ khí và dụng cụ,
Việc phát triển trò chơi được thực hiệh ngay sau Tomb Raider 2013 được phát hành. Nhóm phát triển đã đi đến một số địa điểm ở Thổ Nhĩ Kỳ, bao gồm Cappadocia, Istanbul và Ephesus, để tìm tư liệu thiết kế thành phố Kitezh. Camilla Luddington trở lại với vai trò lồng tiếng và tạo chuyển động cho Lara. Được hỗ trợ bởi công cụ Foundation, trò chơi cũng được phát triển bởi Eidos Montreal và Nixxes Software.
Rise of the Tomb Raider đã được Microsoft Studios công bố tại hội chợ E3 2014. Trò chơi đã được giới phê bình đánh giá cao về đồ họa, lối chơi và đặc tính của nó; tuy vậy một số người cảm thấy rằng nó không có đủ sự đột phá. Đến tháng 11 năm 2017, trò chơi đã bán được gần 7 triệu bản. Một số câu chuyện và nội dung bổ sung đã được phát hành dưới dạng kỹ thuật số. Phần tiếp theo, Shadow of the Tomb Raider, được ra mắt vào tháng 9 năm 2018.

## Cách chơi
Rise of the Tomb Raider là một trò chơi phiêu lưu hành động góc nhìn thứ ba, trong đó người chơi sẽ điều khiển Lara Croft khám phá thành phố huyền thoại Kitezh. Chiến đấu là một cơ chế chính trong trò choi; Lara sử dụng thành thạo nhiều loại vũ khí bao gồm cung tên súng trường tấn công, súng ngắn và súng lục, một số vũ khí có nhiều chế độ bắn khác nhau. Lara có thể sử dụng môi trường để tạo lợi thế, bắn những thùng thuốc nổ, đẩy đồ vật xuống hoặc phục kích kẻ thù từ trên cao. Cô cũng có thể dùng cuốc chim và dao để cận chiến với kẻ thù. Ngoài cách chiến đấu trực diện, người chơi có thể dùng kỹ năng lén lút để vượt qua nhiều phần của trò chơi, như sử dụng cung tên để tiêu diệt kẻ thù không gây tiếng động, dùng đồ vật đánh lạc hướng sự chú ý, hay ẩn nấp trong bụi rậm, dưới hồ băng để trốn tránh.
Hoàn thành mục tiêu và các nội dung phụ, hoặc tiêu diệt kẻ địch mang lại cho người chơi điểm kinh nghiệm (XP). Khi người chơi thu thập đủ XP, họ sẽ tăng cấp và nhận điểm kỹ năng, có 3 cây kỹ năng trong trò chơi bao gồm: Brawler-tăng cường hiệu quả sử dụng vũ khí của Lara, như tăng lượng vật phẩm thu thập được từ kẻ địch. tăng khả năng phục hồi và học mới nhiều kĩ thuật chiến đấu; Hunter-cho cô lợi thế khi tiếp xúc với môi trường và động vật; Survivor-bao gồm một loạt các kỹ năng như tạo bom gây cháy và đặt bẫy.
Trò chơi có nhiều địa điểm để người chơi khám phá và nhiều vật phẩm để thu thập, bao gồm các vật liệu chế tạo và sinh tồn. Những vật phẩm và đồ sưu tầm như di vật và tài liệu có thể được đánh dấu cho người chơi bằng Bản năng sinh tồn. Bằng việc thu thập các tài liệu, người chơi có thể học cách chế tạo các vật phẩm; Lara có thể tạo ra đạn dược, mũi tên tẩm độc, mũi tên nổ, molotov và lựu đạn cầm tay từ lon và chai. Có nhiều khu vực để săn bắn và thu thập thêm tài nguyên. Các trại nền cho phép người chơi nâng cấp và điều chỉnh vũ khí; chúng cũng là nơi để người chơi quay về các địa điểm đã đi qua trước đó.

Như phiên bản trước, vũ khí cũng đóng vai trò quan trọng trong việc giải đố. Lara có thể dùng cung tên gắn dây thừng vào nhiều đồ vật để kéo hoặc tạo zipline, bắn mũi tên vào bề mặt để lấy chỗ đứng, bắn phá các chướng ngại vật để mở đường đi tiếp, dùng dao để cắt dây.v.v.. Ngoài việc sử dụng vũ khí, để giải đố người chơi cũng phải kết hợp rất nhiều kĩ năng di chuyển như leo trèo, bơi, đu dây, đu mép tường, leo lên các bề mặt đứng bằng cuốc chim...Nhiều câu đố dựa vào vật lý, ví dụ như người chơi phải kéo một vật nặng rồi thả ra để nó va vào chướng ngại vật, hoặc nối một vật làm đối trọng và đẩy xuống để nâng vật kia lên. Người chơi thường phải giải các câu đố nhỏ kết hợp lại để giải một câu đố lớn hơn.
1. ↑  Microsoft only published the game's Xbox 360 and Xbox One versions.

## Cốt truyện
Một năm sau sự kiện của Tomb Raider , nhà khảo cổ học Lara Croft đang cố gắng giải thích trải nghiệm của cô về siêu nhiên trên Yamatai và đang trải qua PTSD . Để tìm kiếm câu trả lời, cô quay sang nghiên cứu của người cha quá cố Lord Croft về thành phố Kitezh đã mất và lời hứa về sự bất tử. Ana, đối tác của Lord Croft, cảnh báo Lara rằng nỗi ám ảnh của cha cô đã khiến ông bị hủy hoại và tự tử. Lara phớt lờ cô ấy và tổ chức một chuyến thám hiểm đến các Thành phố bị lãng quên ở phía tây bắc Syria, với hy vọng khám phá ngôi mộ của Nhà tiên tri Constantinople , một nhân vật chủ chốt trong truyền thuyết Kitezh. Ngôi mộ trống rỗng, và Lara bị gián đoạn bởi Trinity - một tổ chức hiệp sĩ cổ xưa trở thành tổ chức bán quân sự điều tra siêu nhiên - và thủ lĩnh lực lượng đặc nhiệm của họ, Konstantin. Khi chạy trốn, Lara phát hiện ra một biểu tượng được khắc trên ngôi mộ mà cô liên kết với một cuốn sách về lịch sử tôn giáo Nga trong phòng làm việc của cha cô tại Croft Manor. Cô biết đến một hiện vật tên là Nguồn Thần thánh, được cho là có khả năng ban sự bất tử. Sau khi tranh cãi với người bạn Jonah Maiava về sự tồn tại của cổ vật, một sát thủ của Trinity đã xâm nhập vào trang viên và đánh cắp cuốn sách, khiến cả hai phải đến Siberia .
Ở Siberia, Lara và Jonah bị chia cắt bởi một trận tuyết lở. Tiếp tục một mình, Lara phát hiện ra rằng Trinity đã biến công trình sắp đặt từ thời Liên Xô làm căn cứ hoạt động trong cuộc tìm kiếm Kitezh của họ. Cô ấy bị bắt khi đang cố lấy lại cuốn sách và bị giam cùng với Ana. Konstantin từ từ bóp cổ Ana nhằm buộc Lara tiết lộ những gì cô biết. Khi nhận ra Lara không biết tung tích của nguồn tin, Ana tiết lộ mình là đặc vụ của Trinity và Konstantin là anh trai cô. Cô đề nghị Lara gia nhập Trinity, nhưng cô từ chối và bị đưa đến phòng giam Gulag, nơi cô gặp một người đàn ông tên Jacob. Họ cùng nhau thoát khỏi Gulag với sự truy đuổi của Trinity. Trong cuộc rượt đuổi, Lara bị mất khả năng lao động và suýt chết đuối, nhưng Jacob đã cứu cô, và sau đó cô đồng ý hỗ trợ anh và người của anh đẩy lùi Trinity.
Khi đến một thung lũng suối nước nóng, Lara phát hiện ra rằng Jacob là thủ lĩnh của cư dân ở đó, Tàn tích, và họ là hậu duệ của những người theo Nhà tiên tri. Trinity liên tục tấn công Tàn dư, biện minh cho việc tàn sát là ý muốn của Chúa. Tuy nhiên, Lara phát hiện ra rằng Ana mắc một căn bệnh nan y và đang tìm kiếm Nguồn Thần thánh để chữa trị cho bản thân. Jacob cảnh báo Lara rằng Nguồn Thần thánh là có thật nhưng không như cô mong đợi. Lara vẫn không nản lòng và lên đường tìm Atlas, một hiện vật chỉ đường đến Kitezh. Sofia, con gái của Jacob, cảnh báo Lara về những Kẻ bất tử, những người bảo vệ bất tử của Kitezh. Lara tìm thấy Atlas nằm trong kho lưu trữ bên dưới tàn tích của một Nhà thờ, và sau đó đoàn tụ với Jonah, người được Tàn tích tìm thấy và đưa đến thung lũng. Sau khi Lara phát hiện ra đường đến Kitezh, lực lượng Trinity quay trở lại thung lũng, lấy Atlas và bắt giữ Jonah. Lara quay lại Gulag để tìm Jonah, nhưng Konstantin đã khiến anh bị trọng thương. Lara đưa Jonah đến gặp Jacob, người đã chữa lành vết thương cho anh. Khi chứng kiến sự hồi phục nhanh chóng của Jonah, Lara nhận ra rằng Jacob chính là Nhà tiên tri, được Nguồn thần thánh ban cho sự bất tử.
Khi Trinity tiến lên trên dòng sông băng bao phủ Kitezh, Lara buộc phải tiến vào thành phố trên con đường nguy hiểm. Đọc nhật ký do đặc vụ của Trinity viết, Lara nhận ra sự thật trong lời cảnh báo của Jacob: Nguồn Thần thánh ban sự bất tử cho bất kỳ ai nhìn vào nó với cái giá là linh hồn của họ, linh hồn được lưu trữ trong Nguồn để ngăn chặn cái chết của họ. Trinity xuyên qua lớp băng và đi vào căn phòng chứa Nguồn Thần thánh. Với sự trợ giúp từ Sofia và Tàn dư, Lara chiến đấu vượt qua Trinity để tiến tới căn phòng. Konstantin phục kích Lara, nhưng cô làm anh trọng thương. Trước khi chết, Konstantin tiết lộ rằng cha của Lara không tự sát mà bị Trinity ám sát. Lara bước vào căn phòng nhưng Ana đã lấy được Nguồn Thần thánh. Jacob và Lara cố gắng lý luận với Ana nhưng vô ích. Khi những Kẻ bất tử đến gần, Ana kích hoạt Nguồn thần thánh nhưng bị sức mạnh của nó áp đảo, tạo cơ hội cho Lara nhặt nó lên và đập vỡ nó thành từng mảnh, khiến những Kẻ bất tử bị diệt vong. Sự bất tử của Jacob đã mất, nhưng anh rất vui vì thời cơ của mình cuối cùng cũng đã đến. Anh ta đảm bảo với Lara rằng cô ấy đã tạo ra sự khác biệt và tan rã trong hòa bình.
Hai tuần sau, tại Croft Manor, Lara và Jonah bỏ lỡ chuyến thám hiểm tiếp theo của họ. Lara thề sẽ điều tra thêm những bí ẩn của thế giới và ngăn cản kế hoạch của Trinity. Trong một cảnh post-credits, hai tuần trước khi Lara và Jonah rời Siberia, Lara hỏi Ana có phải cô đã giết cha mình không. Ana phủ nhận điều đó, thừa nhận rằng Trinity đã ra lệnh cho cô, nhưng cô không thể giết anh ta vì cô yêu anh. Trước khi cô có thể tiết lộ bất cứ điều gì khác, cô đã bị giết bởi một tay súng bắn tỉa, người này đã hỏi cấp trên giấu mặt của mình về việc giết Lara và được lệnh tạm thời dừng lại.
Nếu người chơi tải lại tệp lưu của họ sau khi kết thúc trò chơi, Lara sẽ nói với Sofia về sự ra đi của Jacob.

### Baba Yaga: Ngôi đền của phù thủy
Trong nội dung có thể tải xuống của Baba Yaga , Lara điều tra một vụ xáo trộn ở khu mỏ của Liên Xô. Sau khi chống lại đội tuần tra của Trinity, cô tìm thấy một cô gái trẻ, Nadia, đang trốn trong một xưởng cưa. Nadia tâm sự với Lara về việc cô tìm kiếm ông nội của mình, Ivan. Ivan biến mất khi cố gắng đi vào Thung lũng độc ác, một thung lũng được cho là bị ám ảnh bởi Baba Yaga , một phù thủy trong văn hóa dân gian Slav. Ivan đổ lỗi cho mụ phù thủy về cái chết của vợ mình và muốn giết cô ấy. Lara nghi ngờ về sự tồn tại của Baba Yaga nhưng vì Nadia bị thương nên cô đồng ý vào Wicked Vale và tìm Ivan.
Ở Vale, Lara tiếp xúc với một loại phấn hoa quý hiếm có đặc tính gây ảo giác mạnh. Sau khi tình cờ đi qua một khu rừng nơi cô bị dày vò bởi hình ảnh cha mình tự sát, cô gặp Baba Yaga và một bầy sói quỷ. Lara thoát chết trong gang tấc và thấy mình đang ở một tiền đồn nhỏ thời Liên Xô. Cô tìm thấy bằng chứng về một dự án vũ khí sinh học bí mật của Liên Xô nhằm khai thác phấn hoa, dự án này đột ngột kết thúc khi các nhà nghiên cứu — bao gồm cả Serafima, một nhà hóa sinh bị giam trong một trại giam gần đó — bị ảo giác.
Lara suy luận rằng Serafima đã vũ khí hóa phấn hoa, phát triển thuốc giải độc và giữ bí mật nghiên cứu của cô với quân đội. Với sự giúp đỡ của Nadia, Lara tổng hợp một loại thuốc giải độc cần thiết từ công thức của Serafima và quay trở lại Thung Lũng Xấu Xa. Chống lại tác động của phấn hoa, Lara tìm thấy Ivan bị thương ở lối vào hang ổ của Baba Yaga.
Không thể rời khỏi Wicked Vale trong khi Baba Yaga điều khiển nó, Lara chiến đấu với mụ phù thủy dưới ảnh hưởng của phấn hoa và phá hủy nguồn gốc của nó. Baba Yaga được tiết lộ là Serafima, người tin rằng chồng cô, Ivan và con gái đã chết và sử dụng phấn hoa để trở thành Baba Yaga và hành hạ những kẻ bắt giữ cô. Khi Ivan, Serafima và Nadia đoàn tụ, Lara rời Thung lũng độc ác.

### Bóng tối lạnh giá thức tỉnh
Trong nội dung Cold Darkness Awakened , Lara đi vào một hầm chứa vũ khí không ngừng hoạt động của Liên Xô, nơi đã bị đội tuần tra của Trinity đột nhập. Trinity đã vô tình phát tán một mầm bệnh không ổn định vào không khí, khiến những người mà nó lây nhiễm chuyển sang trạng thái giống như thây ma . Đàn ông đặc biệt dễ bị tổn thương vì virus kích thích sản xuất testosterone và adrenaline. Mầm bệnh được tạo ra để tạo ra một đội quân siêu chiến binh không thể ngăn cản bởi một nhà nghiên cứu Liên Xô, tất cả các thí nghiệm của họ đều thất bại. Anh ta chết trong cơ sở sau khi vô tình giải phóng mầm bệnh, tự hào rằng mình đã tạo ra vũ khí để bảo vệ quê hương. Với sự hỗ trợ của Sofia và Nadia từ trực thăng, Lara cố gắng tìm ra nguồn gốc của mầm bệnh trước khi một đám mây khổng lồ được thải vào bầu khí quyển và làm ô nhiễm thung lũng Tàn dư.
Những người phụ nữ lên kế hoạch truyền mầm bệnh từ ba tòa tháp vào tháp trung tâm, cho nổ và đốt cháy chất độc. Lara đóng cửa từng tòa tháp, thu thập thiết bị, giải cứu các nữ tù nhân và loại bỏ làn sóng lính Trinity bị nhiễm bệnh trước khi tiến vào tháp lõi. Trong khi chiến đấu chống lại những người lính bị nhiễm bệnh, cô ấy đã gây ra một vụ nổ thảm khốc và nhảy từ tòa tháp xuống trực thăng của Nadia và Sofia. Nadia và Lara theo dõi vụ nổ khi họ bay đến nơi an toàn. Mặc dù đám cháy gây ra đã thiêu rụi mầm bệnh còn lại, nhưng các tài liệu được tìm thấy trong cơ sở chỉ ra rằng việc thả mầm bệnh không phải là ngẫu nhiên; Trinity đã kích hoạt lại cơ sở để lấy mẫu mầm bệnh, và một đặc vụ của Trinity đã trốn thoát cùng nó trước khi boongke bị phá hủy.

### Mối ràng buộc máu và cơn ác mộng của Lara
Blood Ties bắt đầu bằng việc Lara đọc một bức thư từ chú của cô, người nói rằng kể từ khi mẹ cô mất tích, ông là chủ sở hữu hợp pháp của điền trang Croft. Với cây cối mọc lấn sang bên hông nhà và mái nhà bị sập, ngôi nhà thời thơ ấu của Lara rất cần được sửa chữa. Cô tìm thấy chiếc két sắt của cha mình và tìm kiếm sự kết hợp của trang viên, hy vọng tìm thấy di chúc của ông và từ đó chứng minh được quyền sở hữu của mình. Cô ấy tìm thấy những hiện vật từ quá khứ của mình và cuối cùng tìm ra sự kết hợp; tuy nhiên, chiếc két sắt không có bằng chứng về quyền sở hữu của cô ấy. Lara tìm thấy ngôi mộ của mẹ cô dưới cầu thang chính, và cả cha mẹ cô đều được chứng minh là đã chết, tài sản của họ được chuyển cho cô và cô chuyển về.
Cơn ác mộng của Lara tương tự như Blood Ties , chú của Lara không muốn trao trang viên cho cô. Cô chiến đấu chống lại lũ thây ma và đầu lâu trước khi tìm được chìa khóa chính. Lara giết một hộp sọ lớn ở hành lang chính, chấm dứt cơn ác mộng của cô.